# St. Anna (Hofstetten)

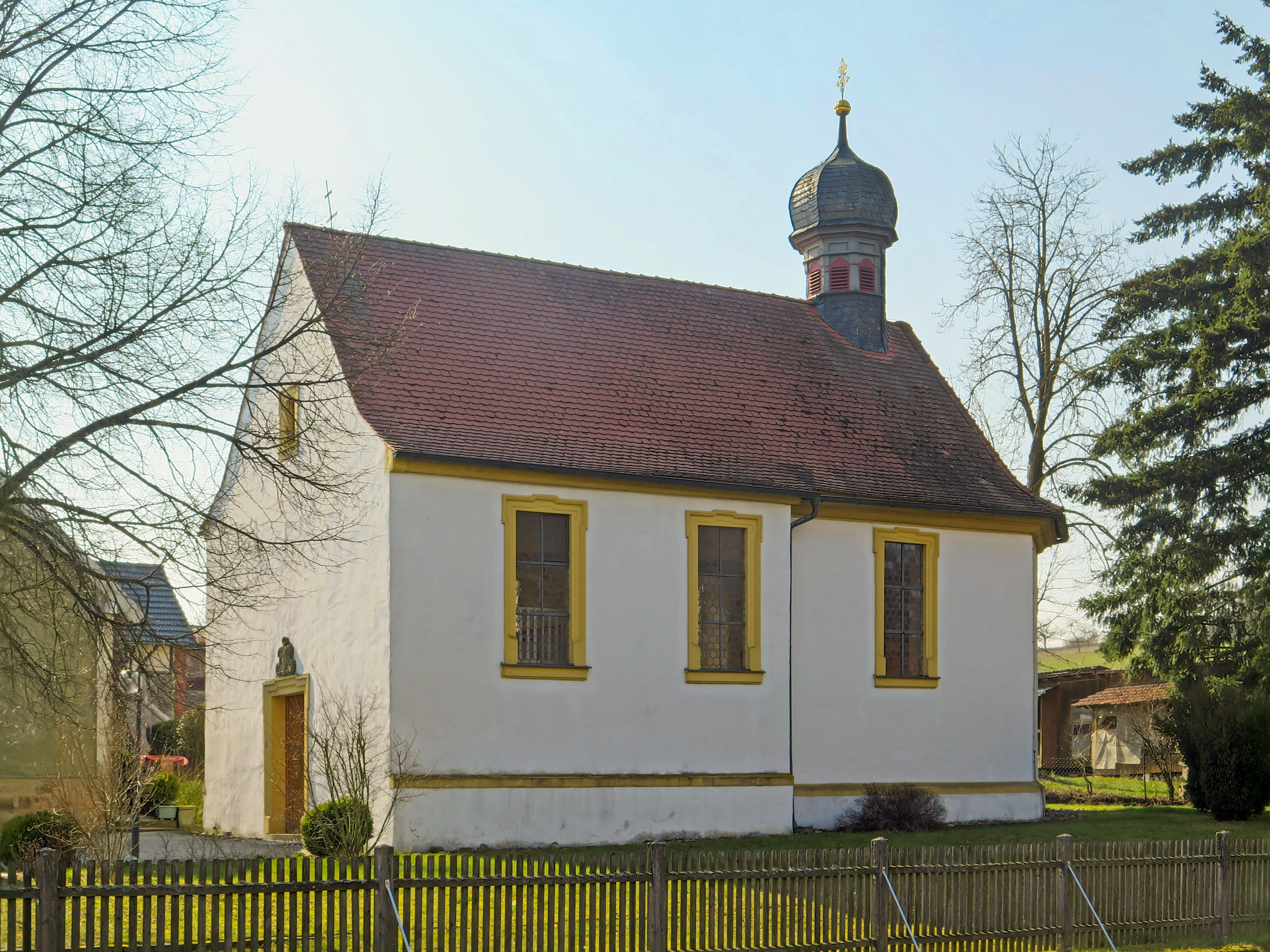
St. Anna (Hofstetten)

Die römisch-katholische Kapelle St. Anna steht in Hofstetten, einem Gemeindeteil der Stadt Königsberg in Bayern im Landkreis Haßberge (Unterfranken, Bayern). Mitte des 18. Jahrhunderts erhielt das denkmalgeschützte Sandsteinbauwerk seine heutige Gestalt. Die Kapelle gehört zum Bistum Würzburg.

## Beschreibung
Die spätbarocke Saalkirche mit einem Langhaus und einem eingezogenen, dreiseitig geschlossenen Chor wurde 1744 gebaut. Aus dem Satteldach, das das Langhaus und den Chor bedeckt, erhebt sich ein schiefergedeckter, achteckiger Dachreiter, der mit einer Zwiebelhaube bedeckt ist. Über dem Portal befindet sich ein Relief mit der Darstellung der Vierzehn Nothelfer.